# 石釜トンネル
石釜トンネル（いしがまトンネル）は、鹿児島県奄美市住用町にある国道58号のトンネルである。旧住用村中心部から南西へ約1.5 kmの地点に位置している。

## ギャラリー

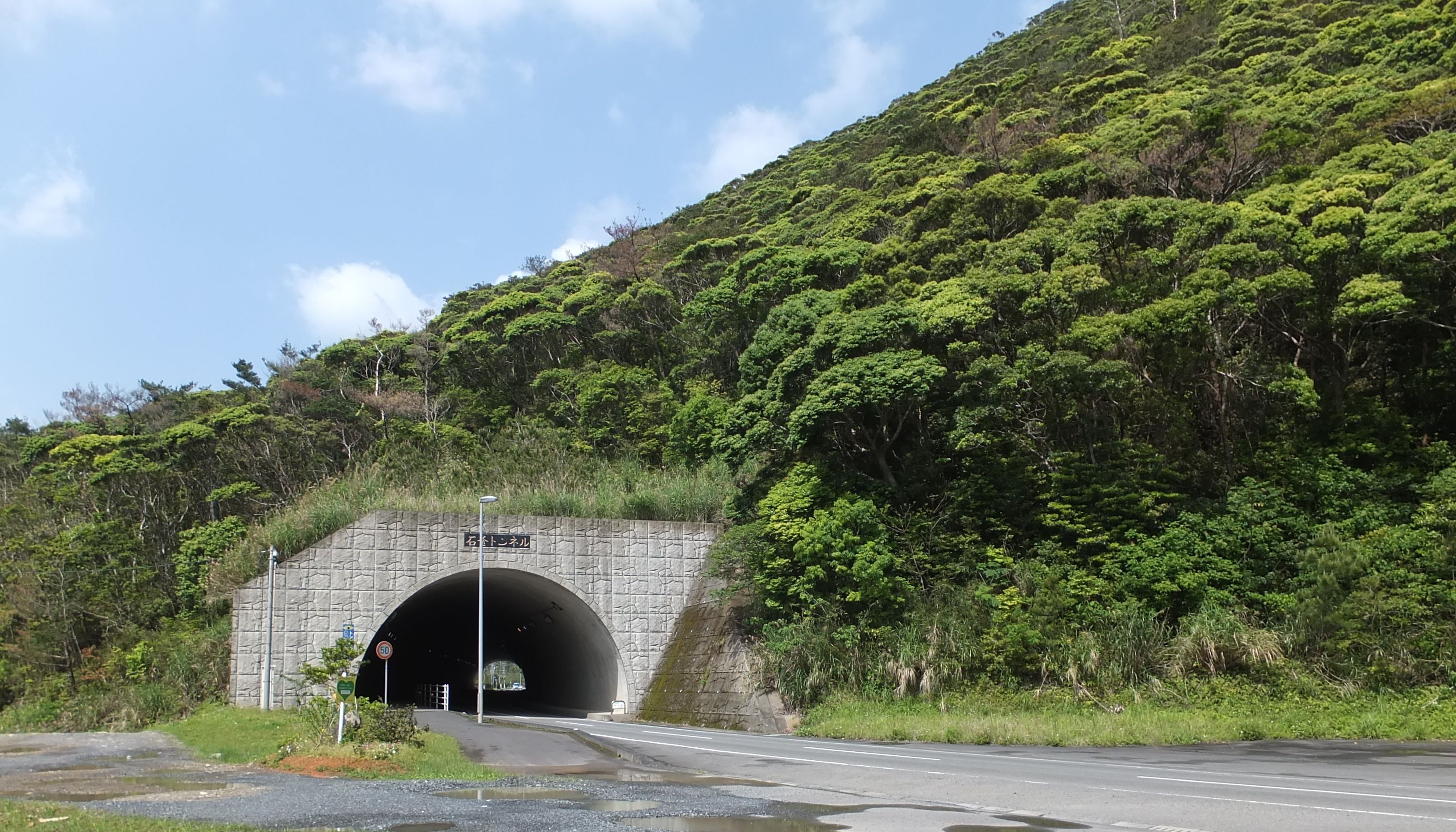
トンネル周辺
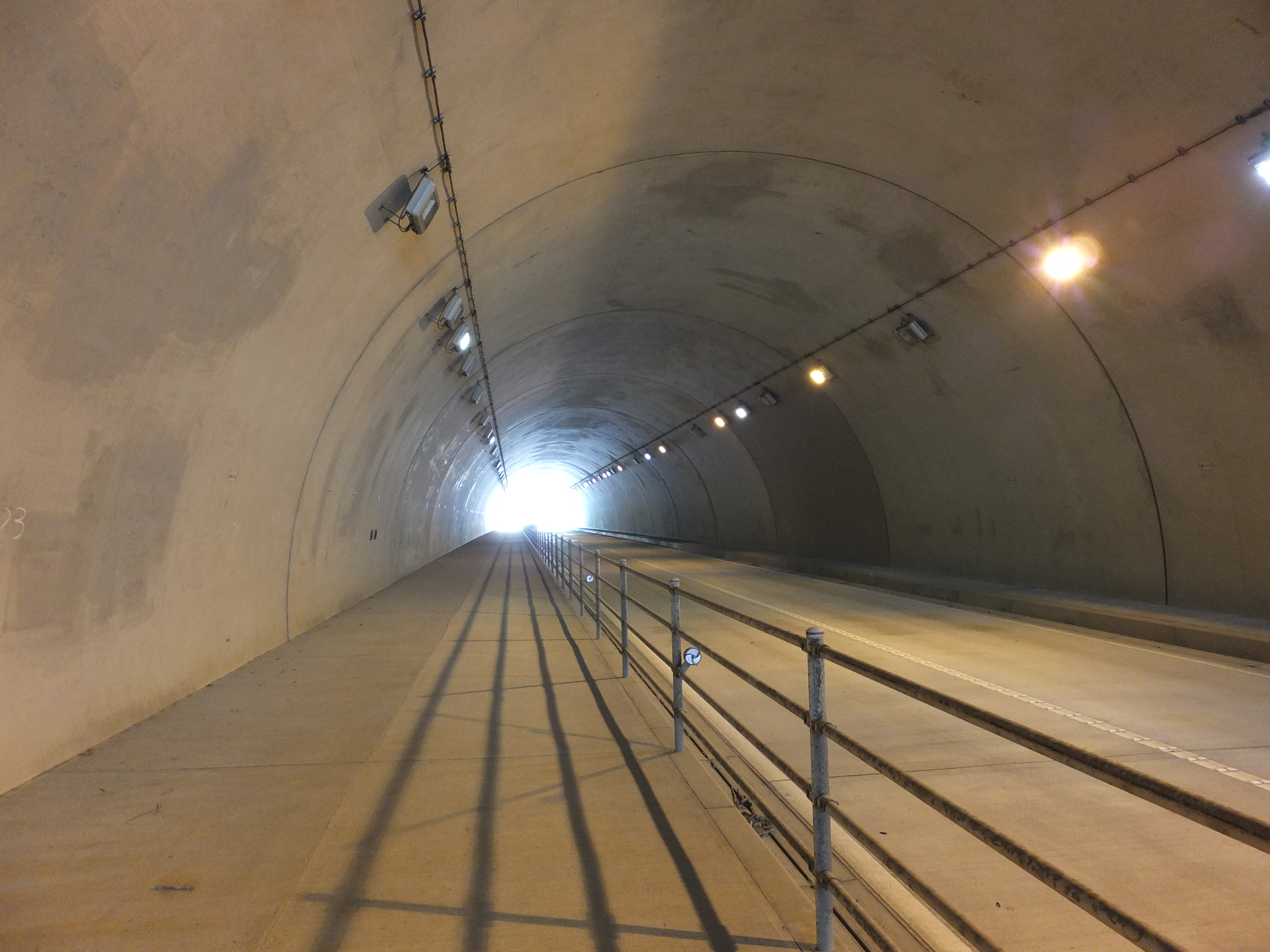
内部

## 周辺
- 奄美市住用総合支所
- 黒潮の森マングローブパーク
- 道の駅奄美大島住用
- 奄美群島国定公園特別保護地区 マングローブ原生林
- 奄美市立住用小中学校
- 役勝川

## 隣
国道58号
網野子バイパス（勝浦トンネル - 網野子トンネル) -  石釜トンネル - 三太郎トンネル